# Den fantastiska grammatiken: en minimalistisk beskrivning av svenskan
Den fantastiska grammatiken: en minimalistisk beskrivning av svenskan är en bok från 2011 skriven av Christer Platzack, professor i nordiska språk och forskare inom generativ grammatik.
I boken beskrivs de mänskliga språkens inre grammatik, det vill säga den grammatik som är gemensam för alla språk. Det är en grammatik som är okänd för de flesta, trots att vi ständigt använder den. Den lingvistiska teori med vars hjälp denna inre grammatik kan studeras är, enligt författaren, "det minimalistiska programmet", som är den generativa grammatiken i dess moderna form.